# Пунталацо
Пунталацо је насеље у Италији у округу Катанија, региону Сицилија.
Према процени из 2011. у насељу је живело 382 становника. Насеље се налази на надморској висини од 591 м.